# Yunagi
Lo Yunagi (夕凪?, Yūnagi, lett. "Bonaccia vespertina"), sino al 1º agosto 1928 denominato 17-Gō kuchikukan (第17駆逐艦? lett. "cacciatorpediniere Numero 17"), è stato un cacciatorpediniere della Marina imperiale giapponese, settima unità della classe Kamikaze. Fu varato nell'aprile 1924 dal cantiere navale dell'arsenale di Sasebo.
Membro della 29ª Divisione cacciatorpediniere, appoggiò l'occupazione delle isole Gilbert e la conquista di Wake, di Rabaul e di Lae-Salamaua, subito dopo la quale subì danni abbastanza gravi in un attacco aereo. Tornò operativo prima dell'estate e fu assegnato all'8ª Flotta, con al quale ebbe parte minore nella battaglia dell'isola di Savo (8-9 agosto 1942). Da allora in avanti fu assegnato alla scorta di convogli o a regolari pattugliamenti attorno a Rabaul o a Truk fino all'estate 1943 quando, incrementata la dotazione contraerea, iniziò a operare nelle isole Salomone centrali compiendo diverse missioni di trasporto; verso la fine dell'anno esse furono dirottate alle posizioni giapponesi nella Nuova Britannia occidentale e nelle isolette adiacenti. A partire dal 1944 operò dai porti giapponesi e da Truk, proteggendo i convogli che recavano rinforzi a Saipan, alle isole Palau e alle Filippine. Continuò a difendere le rotte tra questo arcipelago e il Giappone sino al 25 agosto 1944, quando fu colato a picco dal sommergibile USS Picuda poco a nord-ovest di Luzon, mentre era intento a condurre alcuni mercantili a Manila.

## Servizio operativo

### Costruzione
Il cacciatorpediniere Yunagi fu ordinato nell'anno fiscale edito dal governo giapponese nel 1923, inizialmente indicato come "cacciatorpediniere Numero 17" (in lingua giapponese 17-Gō kuchikukan). La sua chiglia fu impostata nel cantiere navale dell'arsenale di Sasebo il 17 settembre 1923 e il varo avvenne il 23 aprile 1924; fu completato il 24 maggio 1925 e il 1º agosto 1928 assunse il suo nome definitivo, avendo la Marina imperiale abbandonato alla data il sistema di nomenclatura del naviglio leggero con soli numeri.

### 1941-1942
Tra il 1940 e il 1941 lo Yunagi, allora al comando del capitano di corvetta Masao Yamashita, fu assegnato alla 29ª Divisione cacciatorpediniere con i gemelli Oite (nave ammiraglia), Hayate e Asanagi; la divisione dipendeva dalla 6ª Squadriglia del contrammiraglio Sadamichi Kajioka, che a sua volta era agli ordini della 4ª Flotta del viceammiraglio Shigeyoshi Inoue. Il 29 novembre lo Yunagi seguì la divisione d'appartenenza e il resto della squadriglia dalla base aeronavale di Truk, dove si trovavano, sino alla rada dell'atollo Kwajalein, raggiunta il 3 dicembre. Qui fu organizzata la forza d'invasione per l'Isola di Wake, ma lo Yunagi e l'Asanagi furono distaccati e destinati a supportare l'occupazione delle isole Gilbert, possedimento britannico pressoché indifeso. L'8 dicembre, in concomitanza con l'attacco di Pearl Harbor, i due cacciatorpediniere partirono con una piccola flottiglia di mezzi ausiliari e durante il 10 vigilarono sulla facile conquista delle Gilbert. Rientrarono dunque a Kwajalein e raggiunsero il resto della 29ª Divisione, partecipando al secondo e riuscito tentativo di occupare l'isola. Il 31 dicembre la divisione al completo scortò un convoglio sino a Truk e dal 3 gennaio 1942 fu incaricata di pattugliare le acque circostanti e fornire protezione all'intenso traffico navale. Il 13 gennaio lo Yunagi e i gemelli affiancarono l'incrociatore leggero Yubari e il cacciatorpediniere Yayoi per accompagnare la nave appoggio idrovolanti Kiyokawa Maru, due trasporti e un'unità ausiliare a Woleai, dove il 15 si assemblò la forza d'invasione per Rabaul: tale porto fu occupato il 23 gennaio e per una settimana circa lo Yunagi e le navi sorelle ne controllarono gli accessi. Il 9 febbraio lo Yunagi appoggiò lo sbarco a Gasmata, sulla costa meridionale della Nuova Britannia e l'8 marzo fu con la forza navale che occupò Lae e Salamaua, nella Nuova Guinea nord-orientale. Due giorni più tardi rimase coinvolto in una massiccia incursione aeronavale, lanciata da due portaerei statunitensi, e fu mitragliato numerose volte: accusò danni di una certa gravità, ventinove morti e trentotto feriti e si portò subito a Rabaul dove ricevette interventi provvisori. Seguì poi lo Yubari fino a Truk (25 marzo) e il giorno dopo salpò alla volta di Sasebo, che toccò il 1º aprile; fu subito ormeggiato e sottoposto a raddobbo.
Passato al comando del tenente di vascello Seiichi Okada, lo Yunagi si spostò all'inizio di giugno a Moji e la lasciò il 6 assieme alla scorta di un gruppo di convogli che, passando per le Filippine, sbarcò rinforzi, mezzi e rifornimenti alle isole Palau e a Rabaul, divenuta un'importante base militare. A partire dal 14 luglio, giorno d'arrivo, lo Yunagi fu assegnato a pattugliamenti delle acque circostanti e al controllo degli accessi alla rada; intanto, quattro giorni prima, la 6ª Squadriglia era stato disciolta e la 29ª Divisione era passata sotto l'8ª Flotta del viceammiraglio Gun'ichi Mikawa con quartier generale a Rabaul. L'8 agosto Mikawa, dopo gli imprevisti sbarchi statunitensi a Guadalcanal, radunò il Chokai, la 6ª Divisione incrociatori (Aoba, Kinugasa, Kako, Furutaka), il Tenryu e lo Yubari per colpire subito le unità anfibie nemiche; aggregò all'ultimo anche lo Yunagi, che così ebbe parte nella battaglia dell'isola di Savo la notte successiva. Mikawa lo distaccò dal gruppo principale e lo lasciò a nord-ovest di Savo, allo scopo di occuparsi di due cacciatorpediniere americani localizzati poco prima dell'inizio dello scontro; fu preso di mira ma non colpito dall'incrociatore pesante USS Chicago. Ingaggiò quindi un duello con il cacciatorpediniere USS Jarvis, ma le cannonate scambiate non arrecarono danni a nessuna delle due unità. Lo Yunagi ripiegò nelle prime del 9 agosto assieme agli incrociatori, risalenti da sud-est di Savo dopo una brillante vittoria tattica.
Lo Yunagi, intatto, scortò un convoglio a Buna e lo riportò a Rabaul tra il 12 e il 15, poi vigilò sul trasferimento della 6ª Divisione incrociatori da Kavieng alla baia di Rekata, sulla costa settentrionale di Santa Isabel. Completato un pattugliamento in zona, rientrò a Rabaul e il 28 salpò alla volta dei possedimenti nipponici nel Pacifico centrale, ove rimase per molti mesi in attività di ricognizione e protezione del traffico navale.

### 1943
Il 18 marzo 1943 lo Yunagi si ormeggiò a Sasebo e rimase nell'arsenale per un lungo periodo, necessario a una profonda revisione e riequipaggiamento. In corso d'opera rinunciò al cannone poppiero numero 4 da 120 mm, all'apparato lanciasiluri più arretrato e alle mitragliatrici da 7,7 mm per fare spazio a sei o dieci cannoni contraerei Type 96 da 25 mm L/60, suddivisi in tre/cinque installazioni doppie. In questi mesi la 29ª Divisione era stata disattivata (1º aprile), lo Yunagi trasferito alle dirette dipendenze dell'8ª Flotta e il comando assegnato al capitano di corvetta Masanori Kashima. L'11 giugno lo Yunagi poté tornare a Rabaul e, dopo un breve ciclo di vigilanza attorno alla base, completò il 27 una missione di trasporto truppe a Kolombangara, nuovo bastione giapponese nel Pacifico sud-occidentale. Il 2 e 3 luglio, invece, formò con lo Yubari e il cacciatorpediniere Mikazuki il gruppo di copertura a una squadra inviata a bombardare la vicina Isola di Rendova, dove erano appena sbarcati reparti statunitensi. Nella notte tra il 4 e il 5 partecipò al tentativo di sbarcare altre truppe a Kolombangara, abortito a causa della presenza statunitense; durante il ripiegamento, però, contribuì a lanciare uno sciame di siluri che mandò a fondo il cacciatorpediniere USS Strong. Il 9 luglio, nottetempo, tornò nelle acque dell'isola con i cacciatorpediniere Satsuki, Minazuki, Matsukaze e in totale furono sbarcati 1 200 soldati e 85 tonnellate di approvvigionamenti a Vila, base giapponese sulla costa meridionale. Un'altra missione analoga fu eseguita nella notte del 12-13 e vide lo Yunagi nel gruppo di rinforzo, che non ebbe parte nella battaglia notturna sostenuta dalla squadra di appoggio. Fermatosi nella base avanzata delle isole Shortland, lo Yunagi fu danneggiato allo scafo e a parte delle armi il 17, durante un attacco aereo americano. Riuscì a riparare a Rabaul e da qui partì il 30 alla volta di Truk con due trasporti, arrivando il 2 agosto.
Rimesso in efficienza, lo Yunagi coprì la notte del 2 ottobre l'ultima parte dello sgombero di Kolombangara, che era stata ignorata e superata dalle forze aeronavali statunitensi. Subito dopo fu unito con il Fumizuki e lo Yunagi in un "gruppo trasporto" sottoposto alla 3ª Squadriglia del contrammiraglio Matsuji Ijūin, incaricato di salvare la piccola guarnigione di Vella Lavella; tuttavia l'avvistamento di unità statunitensi vicino all'isola indusse il comandante a rimandare indietro tale gruppo, composto da navi obsolete. Il 9 lo Yunagi recò nuclei di fanteria all'isola di Buka, quindi si fermò a Rabaul dove, il 20, passò sotto il comando del capitano di corvetta Tameo Furukawa. Il giorno dopo compì un trasporto truppe a Capo Dampier e il 31 salpò per recare rinforzi a Garove e Iboki (a est di Capo Gloucester), ma la missione fu annullata dopo la notizia dello sbarco di marine a Bougainville: anche l'idea di dirottare gli uomini a bordo alla guarnigione attaccata fu scartata per la superiorità numerica locale di cui godevano gli invasori. Lo Yunagi transitò il 5 agli ordini del capitano di corvetta Gorō Iwabuchi e l'indomani partecipò al controsbarco poco a nord di Capo Torokina. Alla fine del mese condusse tre trasferimenti di truppe a Qavuvu, in Nuova Britannia, con il cacciatorpediniere Akikaze (22, 27, 29 novembre), più uno a Capo Dampier il 25 con anche il Fumizuki. Il 12 dicembre subì leggere avarie nello Stretto Steffen, tra Nuova Irlanda e Nuova Hannover, dopo essere stato attaccato da alcuni velivoli statunitensi, ma ciò non gli impedì di eseguire una missione trasporto truppe a Garove il 22. Assieme al Matsukaze e altri sette cacciatorpediniere fu poi impegnato, negli ultimi giorni di dicembre, a sbarcare a Qavuvu un totale di 635 uomini e 380 tonnellate di rifornimenti.

### 1944 e l'affondamento
Il 25 gennaio 1944 lo Yunagi arrivò a Sasebo e rimase lì ormeggiato per varie settimane abbisognando di un raddobbo generale. I lavori riguardarono anche l'aggiunta di altri cannoni Type 96 da 25 mm (da sette a dieci) e quattro mitragliatrici pesanti Type 93 da 13,2 mm, tutte armi su supporto singolo. La scorta di bombe di profondità, inoltre, fu aumentata a quaranta circa. In conseguenza di tali interventi – compresa la rimozione del cannone da 120 mm numero 3 – il dislocamento a vuoto aumentò a 1 547 tonnellate e la velocità massima passò a 35 nodi. Riprese servizio il 3 marzo in una lunga missione di scorta a convogli che, provenienti da Pusan in Corea, fecero fermate a Saipan e Truk, dove arrivarono il 24. Per le settimane successive lo Yunagi continuò nel servizio di protezione ai convogli diretti alle posizioni nipponiche nel Pacifico centrale in compiti di sorveglianza e, il 1º maggio, fu riassegnato alla 22ª Divisione (Satsuki, Minazuki) dipendente dalla 3ª Squadriglia. Solo negli ultimi giorni di maggio fu dirottato nelle Filippine, sempre con le medesime mansioni. Il 16 giugno, come da ordini, si affiancò all'incrociatore leggero Natori e le due unità lasciarono Davao per le Palau, quindi diressero in mare aperto per unirsi alla 1ª Squadra rifornimento della 1ª Flotta mobile, in procinto di dare battaglia alla Quinta Flotta statunitense che aveva appena attaccato Saipan. Lo Yunagi, pertanto, rimase lontano dal disastroso scontro nel Mare delle Filippine e accompagnò sino a Guimaras le petroliere (23 giugno), poi proseguì sino a Manila e prese in carico un gruppo di petroliere, proteggendole sino all'arrivo a Kure il 17 luglio. Dall'unica che fu silurata lo Yunagi fu capace di pompare via alcune tonnellate di petrolio. Il giorno successivo passò con il resto della 3ª Squadriglia ai diretti ordini della Flotta Combinata. Il 10 agosto salpò da Moji per scortare a Manila il convoglio HI-71; tuttavia nel viaggio una petroliera fu gravemente colpita e lo Yunagi si occupò di assisterla fino a Takao, dove arrivò il 18 agosto. Il 21 riprese il mare con un altro convoglio diretto a Manila ma il 25 il sommergibile USS Picuda attaccò il gruppo all'altezza di Capo Bojeador, estrema propaggine nord-occidentale di Luzon. Lo Yunagi fu raggiunto da un siluro e affondò 20 miglia al largo delle coste filippine (18°46′N 20°46′E); tra l'equipaggio ci furono trentadue morti e ventinove feriti, ma il capitano Iwabuchi fu tratto in salvo con altri 202 naufraghi da una delle kaibokan della scorta.
Lo Yunagi fu depennato dai registri navali giapponesi il 10 ottobre 1944.